# Butiken vid Storgatan
Butiken vid Storgatan (originaltitel: Obchod na korze) är en tjeckoslovakisk drama-krigsfilm från 1965 i regi av Ján Kadár och Elmar Klos, med manus av Ladislav Grosman, Ján Kadár och Elmar Klos, baserat på en roman av Ladislav Grosman. Den vann en Oscar för bästa utländska film vid Oscarsgalan 1966.

## Medverkande
- Ida Kamińska – Rozália Lautmannová, judisk affärsinnehavarinna
- Jozef Kroner – Anton "Tóno" Brtko
- Hana Slivková – Evelína Brtková
- Martin Hollý – Imro Kuchár
- Adam Matejka – Piti Báči
- František Zvarík – Markus Kolkocký
- Elena Pappová-Zvaríková – Róza Kolkocká; Markus fru, Evelína syster
- Mikuláš Ladižinský – Marián Peter
- Martin Gregor – Jozef Katz, barberaren
- Alojz Kramár – Balko Báči
- Eugen Senaj – Blau, boktryckare
- František Papp – Andorič
- Margita Mišurová – Andoričová
- Lujza Grossová – Eliášová
- Tibor Vadaš – tobakshandlaren